# Yoshinobu Yamamoto
Yoshinobu Yamamoto (山本 由伸), né le 17 août 1998 à Bizen, Japon, est un joueur de baseball évoluant au poste de lanceur partant pour les Orix Buffaloes en NPB (Nippon Professional Baseball League), la ligue japonaise. Il a remporté trois prix Eiji Sawamura, la médaille d'or olympique à l'épreuve de baseball à Tokyo 2020 et la Classique mondiale de baseball 2023 avec le Japon. Il a participé à quatre matchs des étoiles au Japon et a remporté le titre de Joueur par Excellence de la ligue du pacifique à deux reprises.

## Carrière

### Buffles Orix
Yoshinobu Yamamoto est sélectionné en 4ème position lors du repêchage de la ligue japonaise en 2016 avec un bonus de 40 million de yen (environ 360 000 dollars américains). Il fait ses débuts en NPB le 20 août 2017 face aux Chiba Lotte Marines où il lance 5 manches en concédant sept coups sûrs et un point mérité avec 6 retraits sur prises. Il lance dans cinq matchs en 2017 et obtient une victoire et une défaite avec une moyenne de points mérités de 5,32.  
En 2018, il devient un lanceur de relève et participe au match des étoiles de la ligue japonaise. Au total, il prend part à 54 matchs et termine la saison avec quatre victoires, deux défaites, un sauvetage et une moyenne de points mérités de 2,89 en 53 manches lancées. Il est de retour dans la rotation en 2020 en lançant 18 matchs pour huit victoires, quatre défaites et une moyenne de points mérités de 2,20.  
En 2021, il participe à 26 matchs et lance six matchs complets dont quatre blanchissages. Il participe au match des étoile et termine la saison avec 18 victoires et cinq défaites, une moyenne de points mérités de 1,39, 206 retraits sur prises. Il remporte la triple couronne, son premier Prix Eiji Sawamura et son premier trophée de Joueur par excellence de la ligue du pacifique.  
En 2022, Yoshinobu Yamamoto participe au match des étoile et remporte de nouveau la triple couronne (15 victoires - cinq défaites, 1,68 de points mérités et 205 retraits sur des prises), le Prix Eiji Sawamura et le prix de Joueur par excellence de la ligue du pacifique. Il lance un match sans point ni coup sûr le 18 juin 2022 face aux Saitama Seibu Lions.  
En 2023, Yamamoto remporte de nouveau la triple couronne avec 16 victoires et six défaites, 1,21 de points mérités et 169 retraits sur des prises et le Prix Eiji Sawamura. Le 9 septembre 2023, il lance un match sans point ni coup sûr pour la deuxième année consécutive. Il lance deux matchs lors des Séries du Japon en 2023 perdues face aux Hanshin Tigers en sept matches . Lors du match 1, il lance cinq manches et 2/3 et concède sept points mérités en 10 coups sûrs. Lors du match 6, il lance un match complet en 138 lancers et bat le record du nombre de retraits sur prises en un match dans les Séries du Japon avec 14, détrônant Kimiyasu Kudo et Yu Darvish à 13.

### Dodgers de Los Angeles
Le 20 novembre 2023, le nom de Yamamoto a été nommé dans la Ligue Majeure de baseball. Plusieurs équipes, dont les Dodgers, les Yankees, les Mets et les Red Sox, ont exprimé leur intérêt pour le phénomène japonais. Le 27 décembre 2023, Yamamoto a signé un contrat de douze ans d'une valeur de 325 millions de dollars avec les Dodgers de Los Angeles.
Ses débuts dans les ligues majeures ont eu lieu le 21 mars 2024 lors d'un match de tournée internationale au Dôme Céleste de Gocheok à Séoul, en Corée du Sud. Le premier adversaire de Yamamoto lors de ses débuts était les Padres de San Diego. Cela ne s'est pas bien passé comme prévu puisque Yamamoto a accordé cinq points dans la première manche sur quatre coups sûrs, un but sur balles et deux retraits au bâton. Il a été relevé de ses fonctions après avoir terminé seulement la première manche alors que les Dodgers ont perdu 11-15.

### Carrière aux États-Unis
Le 27 décembre 2023, Yoshinobu Yamamoto signe un contrant de 325 millions de dollars (295 millions d'euros) pour 12 ans avec les Dodgers de Los Angeles.

### Carrière internationale
Yoshinobu Yamamoto a remporté la médaille d'or olympique à l'épreuve de baseball à Tokyo 2020. Il a démarré deux matchs, un face à la République Dominicaine (six manches lancées, sept retraits sur prises et deux coups sûrs) et un face à la Corée du Sud en demi-finale (5 1/3 manches lancées, neuf retraits sur prises et deux points mérités)
Il remporte aussi la Classique mondiale de baseball 2023 avec le Japon (une victoire, 12 retraits sur prises et 2,45 de moyenne de points mérités).